# Galendromimus borinquensis
Galendromimus borinquensis är en spindeldjursart som först beskrevs av De Leon 1965.  Galendromimus borinquensis ingår i släktet Galendromimus och familjen Phytoseiidae. Inga underarter finns listade i Catalogue of Life.